# رایکو یانیانین
رایکو یانیانین (سیریلیک صربی: Pajкo Jaњaнин؛ زادهٔ ۱۸ ژانویهٔ ۱۹۵۷) بازیکن فوتبال اهل یوگسلاوی بود.
از باشگاه‌هایی که در آن بازی کرده‌است می‌توان به باشگاه فوتبال دینامو زاگرب، باشگاه فوتبال او.اف.آی کرته، باشگاه فوتبال آ. ا. ک آتن، و باشگاه فوتبال ستاره سرخ بلگراد اشاره کرد.
وی همچنین در تیم ملی فوتبال یوگسلاوی بازی کرده‌است.
وی در مسابقات کشوری و بین‌المللی در مجموع برندهٔ ۱ مدال طلا شده‌است.